# Kaibokan
Als Kaibōkan (japanisch 海防艦) (Kai = Ozean, Bō = Verteidigung, Kan = Schiff, Ozeanverteidigungsschiff) werden Geleitboote der Kaiserlich Japanischen Marine bezeichnet, welche von 1938 bis 1945 in Japan in verschiedenen Werften gebaut wurden. Die Kaibokans waren vergleichbar mit Flottenbegleitern der Kriegsmarine und den Geleitzerstörern der Alliierten.

## Einzelheiten zu Kaibokans
Es gab sechs verschiedene Kaibōkan-Klassen. Als erstes wurde die Shimushu-Klasse oder Klasse A gebaut. Am 13. Dezember 1939 begann der Bau der Shimushu, des ersten Schiffs der gleichnamigen Kaibōkan-Klasse. Die Shimushu wurde am 30. Juni 1940 als erstes Kaibōkan in Dienst gestellt. Am 27. Februar 1945 erfolgte auf der Mitsubishi-Schiffswerft der Baubeginn des Schiffes CD-204, welches am 14. April als letztes Kaibōkan zu Wasser gelassen und wenig später in Dienst gestellt wurde. Es wurden bis Kriegsende 171 Kaibōkan fertiggestellt. Ferner wurden im Juni 1944 die beiden erbeuteten ehemaligen chinesischen Leichten Kreuzer Ning Hai als Isojima und Ping Hai als Yasojima, als Kaibōkan in Dienst gestellt. Von den 173 Kaibōkan waren bei Kriegsende nur noch 68 einsatzbereit. Die anderen Schiffe wurden meist durch Angriffe alliierter U-Boote und Flugzeuge versenkt.
Die Schiffe der Shimushu-Klasse wurden für die Aufgaben als Sicherungsschiffe für Konvois, Minenabwehrfahrzeug und Fischereischutzboot gebaut. Die späteren Klassen wurden nur als Sicherungsschiffe für Konvois gebaut. Im Konvoi war die U-Boot-Abwehr und Flugzeugabwehr die Hauptaufgabe.
Die Schiffe waren mit drei 120-mm-Geschützen bzw. die Klassen C und D mit zwei 120-mm-Geschützen bewaffnet. Dazu kamen bis zu 20 25-mm-Flugabwehrkanonen und teilweise ein 80-mm-Granatwerfer. Für die bis zu 12 Werfer für Wasserbomben, standen bis zu 120 Wasserbomben bereit. Für die U-Boot-Jagd waren die Schiffe mit Radar, Sonar und Hydrophon ausgerüstet.

## A-Klasse (Shimushu-Klasse)

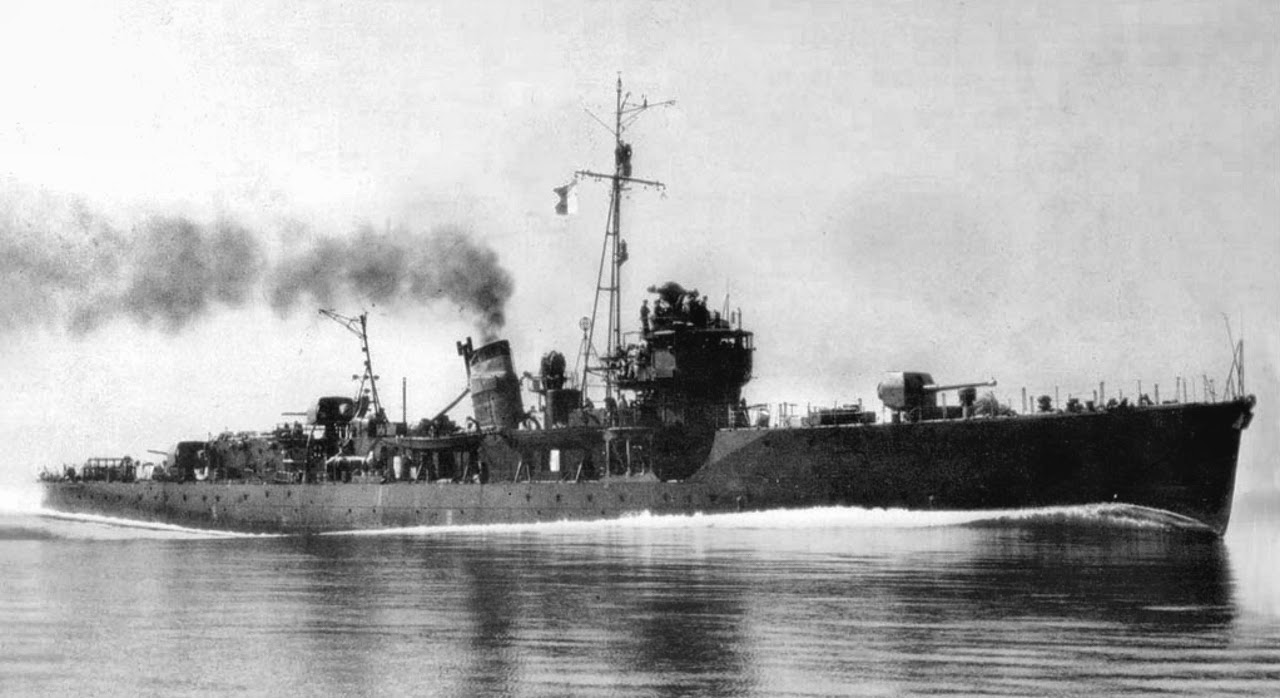
Die Shimushu

Die Shimushu-Klasse bestand aus nur vier Schiffen. Neben dem Typenschiff wurden die Hachijo, Kunashiri und Ishigaki gebaut. Der Stapellauf der Ishigaki erfolgte als letztes Schiff der Klasse am 14. September 1940. Am 8. Oktober 1943 konnte die Ishigaki als erstes Kaibōkan ein U-Boot versenken. Beim Untergang des US-amerikanischen S-44 kamen 55 Seeleute um. Nur zwei Seeleute wurden gerettet. Am 31. Mai 1944 wurde die Ishigaki als einziges Schiff der Shimushu-Klasse versenkt. Bei der Kurilen-Insel Matua wurde das Schiff beim Konvoi He von einem Torpedo des amerikanischen U-Bootes Herring getroffen. 167 Seeleute der Ishigaki kamen ums Leben.

## Modifizierte A-Klasse (Etorofu-Klasse)

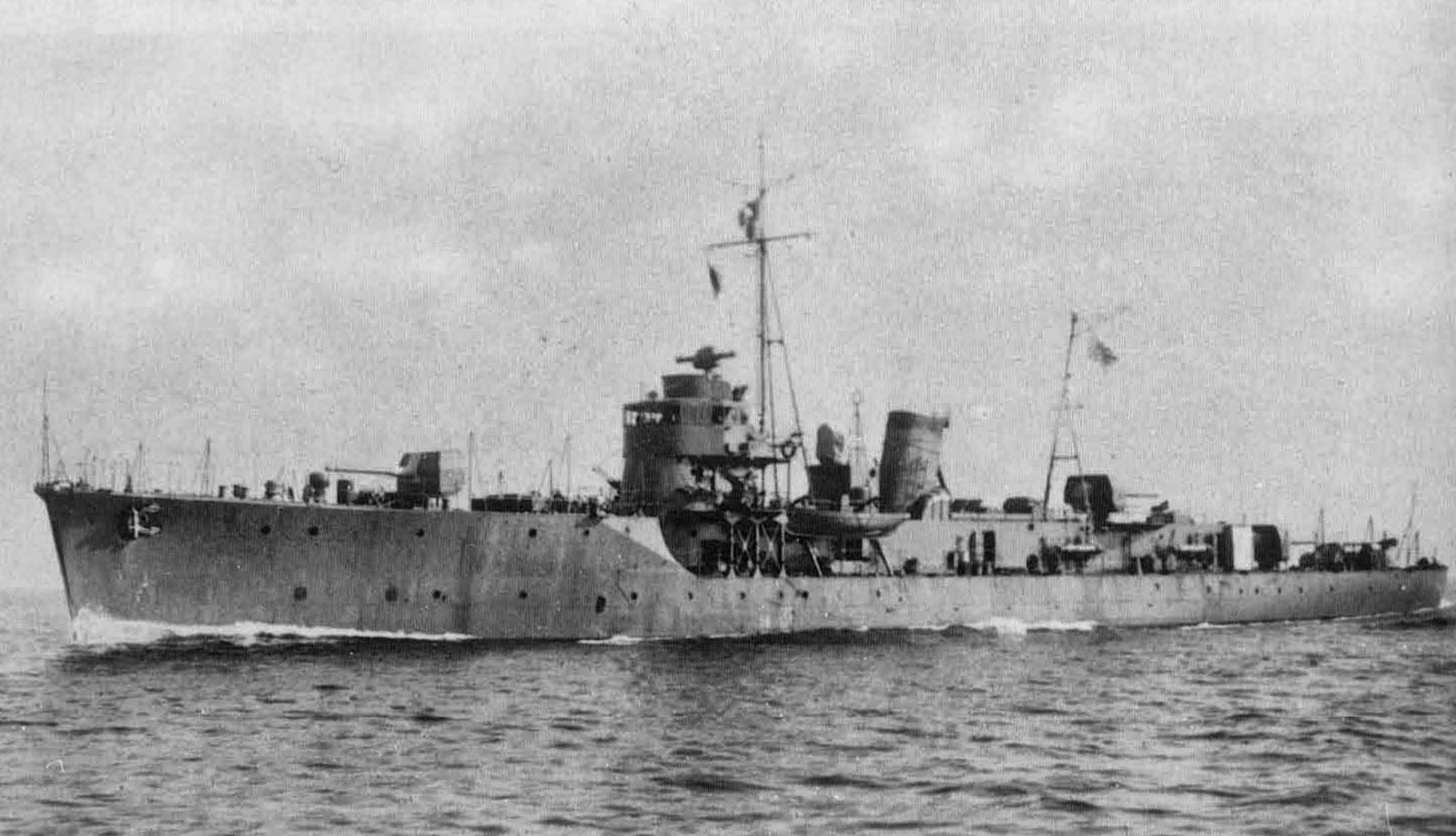
Typschiff Etorofu

Die Etorofu-Klasse war die zweite Klasse von Kaibōkan-Schiffen. Die Etorofu-Klasse war stärker zur U-Boot-Bekämpfung ausgerichtet als die Shimushu-Klasse. Am 29. Januar 1943 erfolgte der Stapellauf der Etorofu. Als letzter Stapellauf der Klasse erfolgte am 19. April 1943 die Wakamiya. Es wurden 14 Schiffe der Klasse gebaut. Acht der Schiffe versanken während des Krieges.

## B-Klasse (Mikura-Klasse)
Die Mikura-Klasse war die dritte Klasse von Kaibōkan-Schiffen. Die Mikura-Klasse war noch stärker auf die U-Boot-Bekämpfung ausgerichtet. Am 16. Juli 1943 erfolgte der Stapellauf der Mikura. Als letzter Stapellauf der Klasse folgte die Yashiro am 16. Februar 1944. Es wurden acht Schiffe der Klasse gebaut. Fünf der Schiffe, darunter die Mikura, versanken während des Krieges.

## Modifizierte B-Klasse (Ukuru-Klasse)
Die Ukuru-Klasse war die vierte Klasse von Kaibōkan-Schiffen. Der Rumpf der Ukuru-Klasse wurde in vorgefertigten Sektionen hergestellt, um die Bauzeit zu reduzieren. Am 15. Mai 1944 erfolgte der Stapellauf der Ukuru. Als letzter Stapellauf der Klasse folgte am 22. Januar 1945 die Ikara. Es wurden 142 Schiffe geplant und 31 Schiffe der Klasse gebaut. Acht der Schiffe versanken während des Krieges und weitere vier Schiffe befanden sich bei der Kapitulation Japans mit Schäden in einer Werft.

## C-Klasse

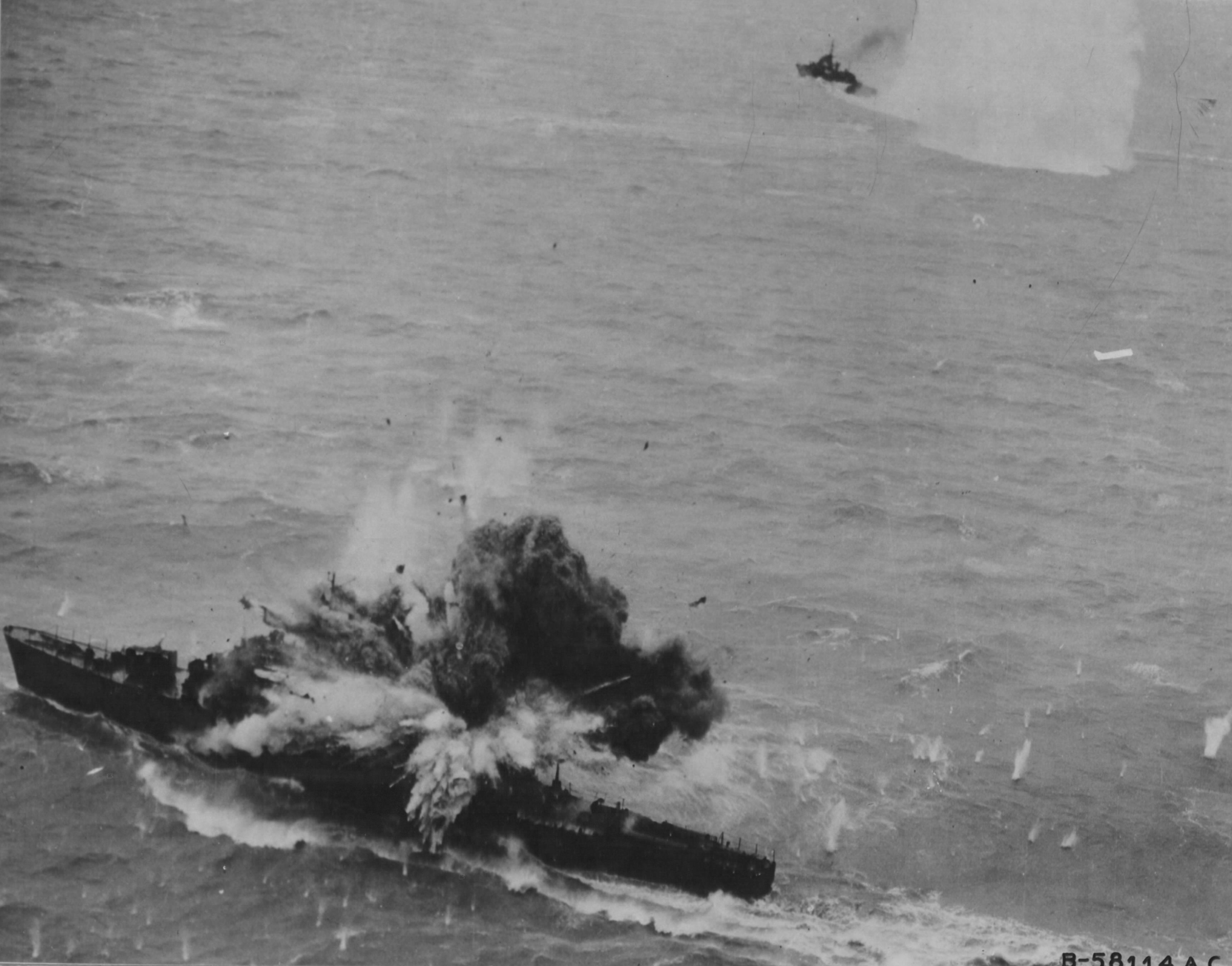
Typenschiff CD-1 bei einem Fliegerangriff am 6. April 1945

Die C-Klasse war die fünfte Klasse von Kaibōkan-Schiffen. Die C-Klasse wurde stark vereinfacht, um diese Klasse schneller bauen zu können. Die Schiffe der C-Klasse und der folgenden D-Klasse erhielten keine Namen mehr, sondern nur noch Nummern. Am 29. Dezember 1943 erfolgte der Stapellauf des Typenschiffs CD-1. Als letzter Stapellauf der Klasse folgte am 10. Februar 1945 die CD-227. Es war der Bau von 300 Schiffen geplant. 56 Schiffe der Klasse wurden gebaut. 28 der Schiffe versanken während des Krieges oder waren bei Kriegsende nicht mehr einsatzbereit.

## D-Klasse

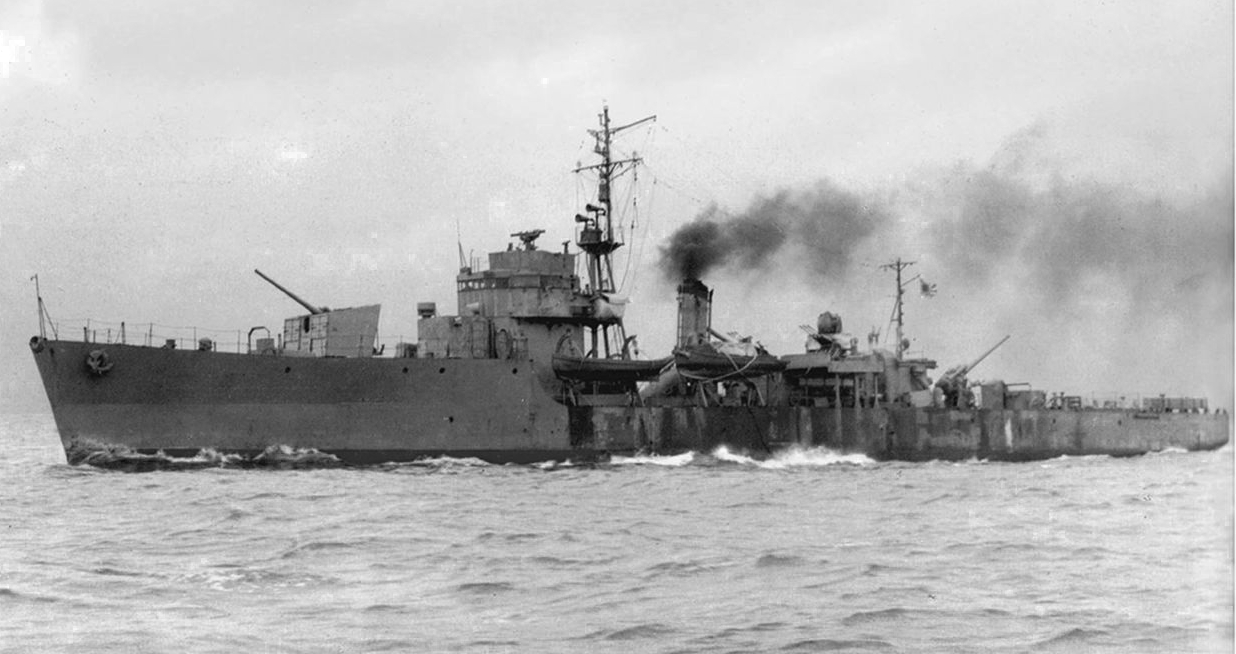
Typenschiff CD-2

Die D-Klasse war die sechste Klasse von Kaibōkan-Schiffen. Da Japan nicht mehr genug Diesel hatte, wurden ab Januar 1945 die Schiffe der D-Klasse modifiziert, damit diese Kohle als Brennstoff nutzen konnten. Am 30. Dezember 1943 erfolgte der Stapellauf des Typenschiffs CD-2. Als letzter Stapellauf der Klasse folgte am 14. April 1945 die CD-204. Es wurden 203 Schiffe der Klasse geplant und 67 Schiffe gebaut. 26 der Schiffe versanken während des Krieges oder waren bei Kriegsende nicht mehr einsatzbereit.